# Großer Puppenräuber

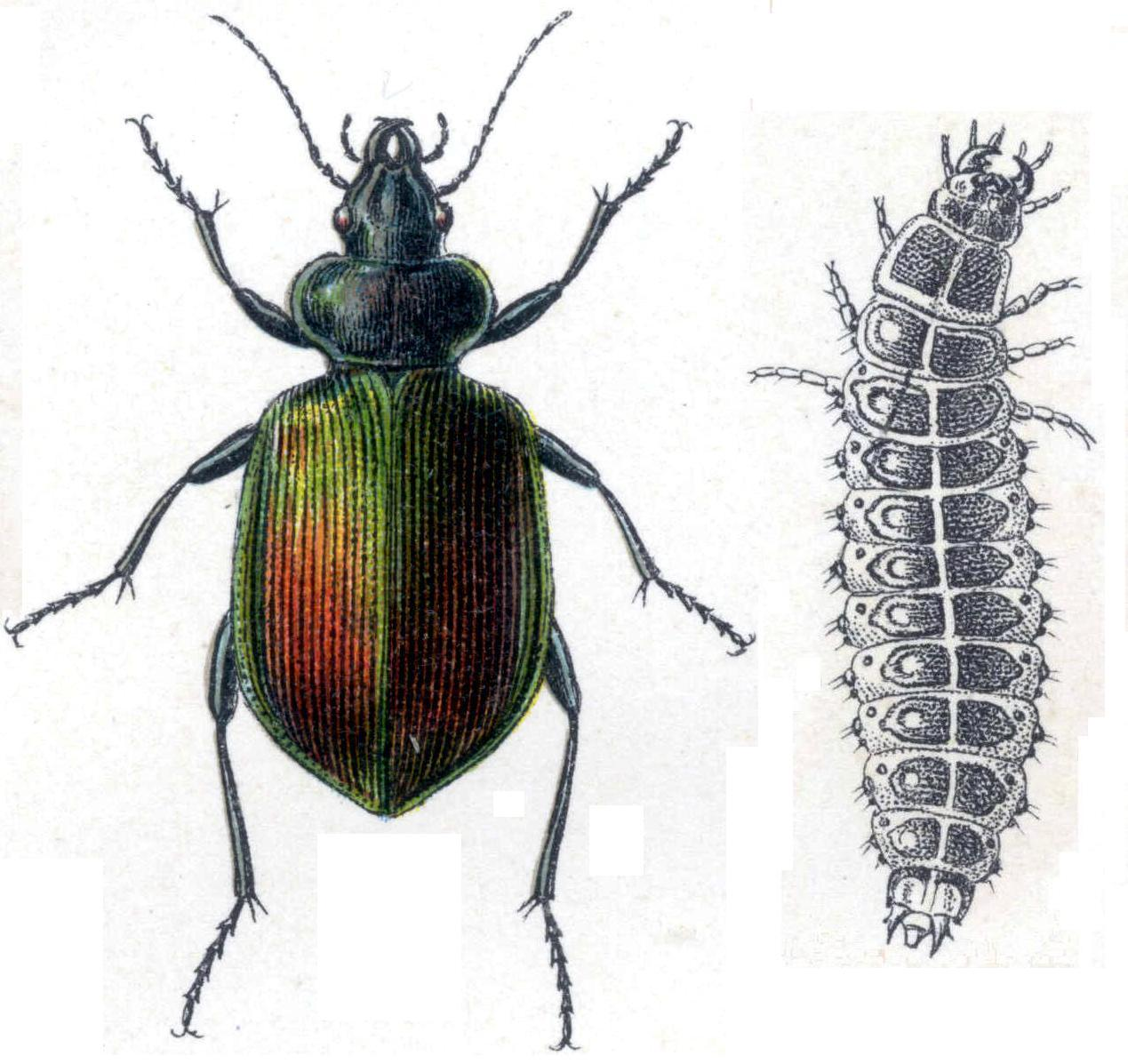
Großer Puppenräuber, Käfer und Larve

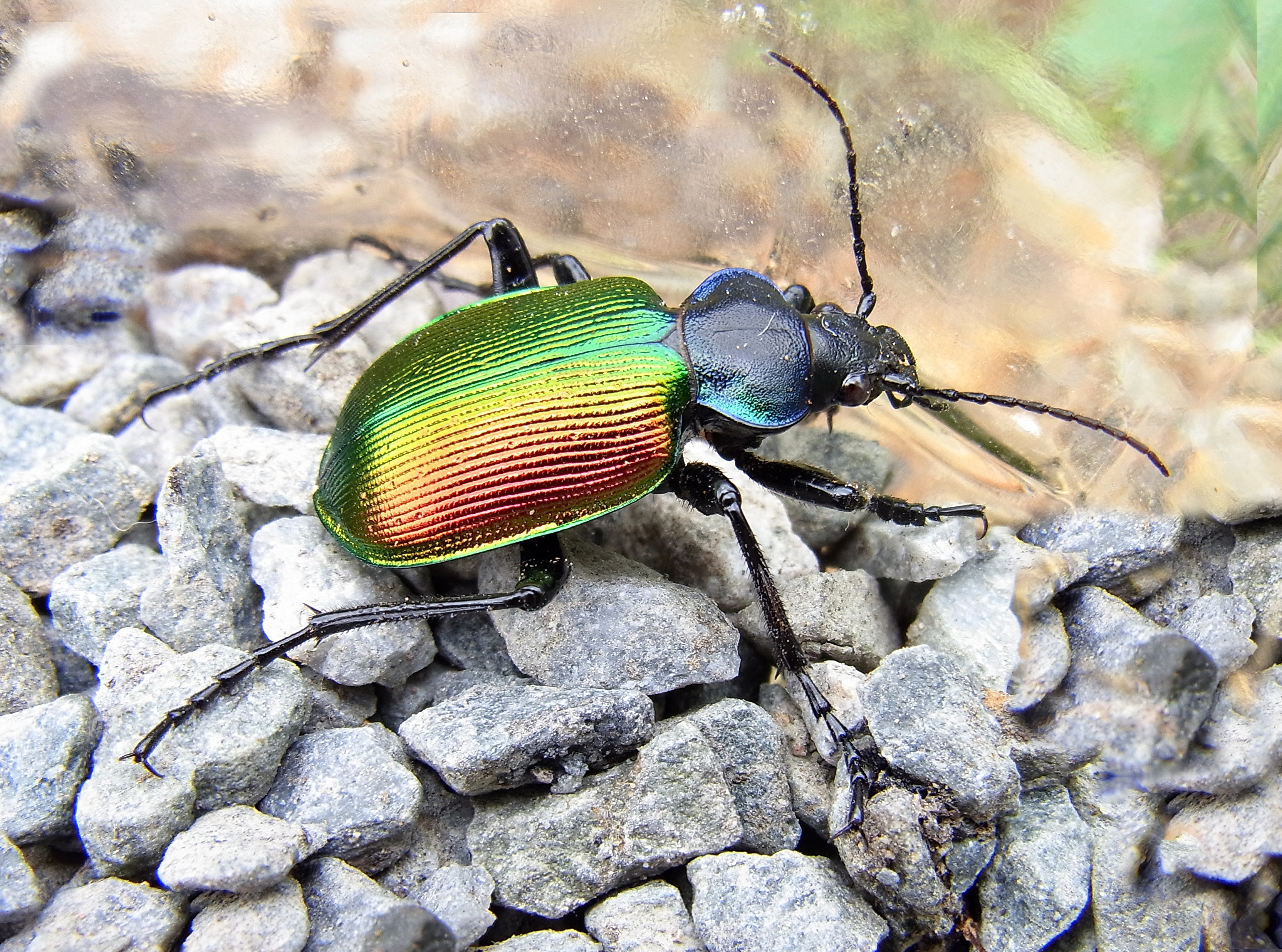
Großer Puppenräuber

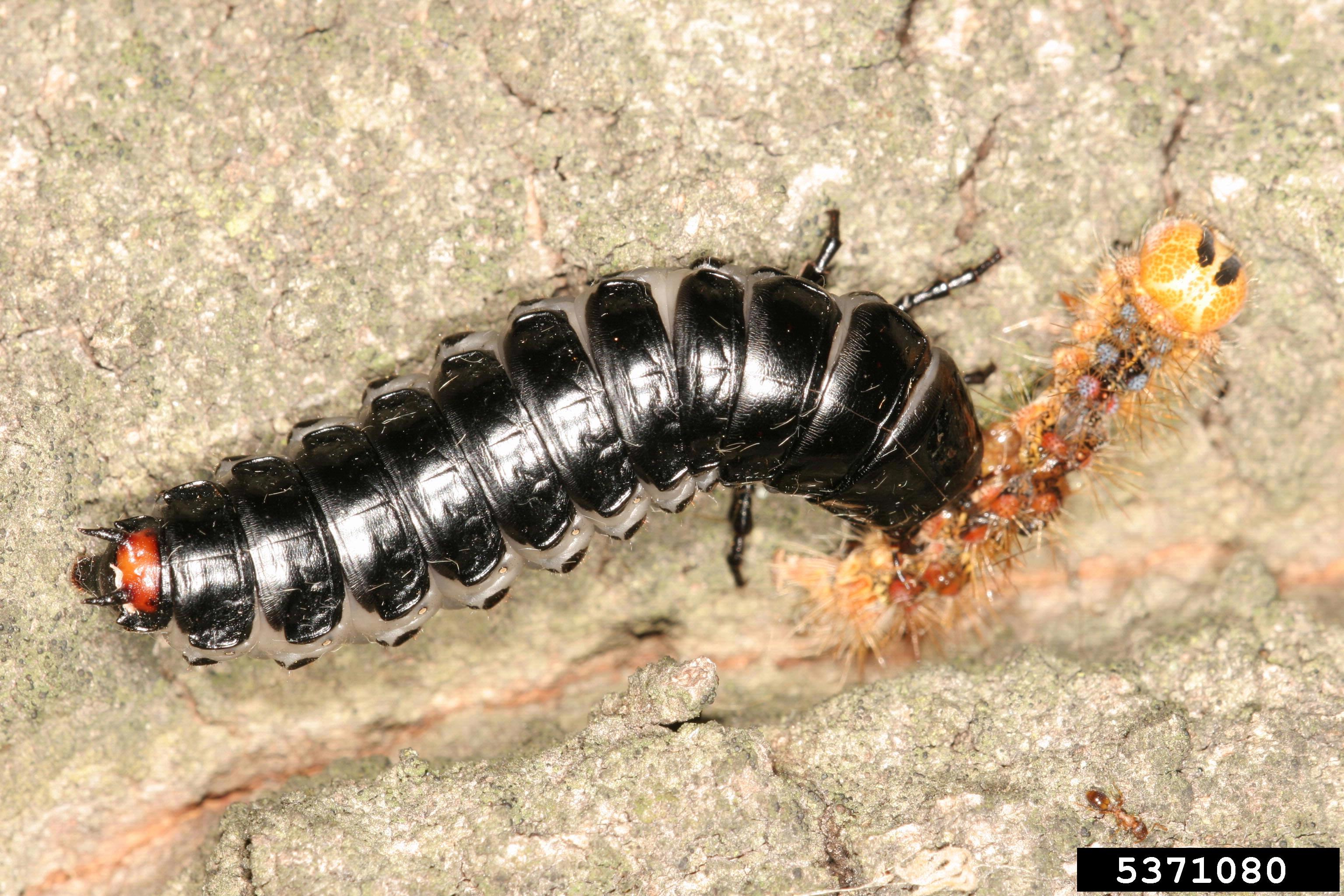
Larve eines Großen Puppenräubers beim Fressen einer Raupe des Schwammspinners.

Der Große Puppenräuber (Calosoma sycophanta) ist ein Käfer aus der Familie der Laufkäfer (Carabidae) und gehört zur Gattung der Puppenräuber (Calosoma).

## Merkmale
Der Große Puppenräuber ist mit 17,5 bis 28 Millimetern Körperlänge die größte Art der Puppenräuber in Europa. Er ist meist blauschwarz gefärbt und hat goldgrün und leicht rötlich gefärbte, längsgerillte Deckflügel. Bei manchen Exemplaren sind die Deckflügel hauptsächlich rot, der Kopf und der Halsschild violett, oder der Körper schwarz und nur die Ränder der Deckflügel grün. Der Seitenrand des Halsschildes ist stark abgerundet und durchgehend gesäumt. Zwischen den Rillen der Deckflügel sind größere Punkte erkennbar.

## Vorkommen
Die Tiere kommen in der gesamten Paläarktis mit Ausnahme des hohen Nordens vor. In Nordamerika und nach Java wurden sie zur biologischen Schädlingsbekämpfung Anfang des 20. Jahrhunderts eingeführt. Sie leben in Nadel- und Laubwäldern und an deren Rändern, manchmal auch in Gärten oder an der Küste. Man findet sie vom Flachland bis in eine Höhe von etwa 1.500 Metern. In Österreich ist die Art verbreitet, aber selten.

## Lebensweise
Die Großen Puppenräuber sind tagaktive Räuber und klettern auf der Jagd auch auf die Bäume. Ihre Nahrung besteht überwiegend aus Raupen und Puppen der Schmetterlinge und Blattwespen. In einer Saison frisst ein Käfer etwa 400 Raupen. Auch die Larven ernähren sich räuberisch von Raupen und Puppen. Die Überwinterung findet als ausgewachsenes Tier im Boden statt, die Käfer werden bis zu drei Jahre alt.

## Biologische Schädlingsbekämpfung
Schon Carl von Linné (1707 – 1778) hat sich mit der Idee den Käfer und seine Larven zur Schädlingsbekämpfung einzusetzen auseinandergesetzt:
„Ich habe versucht, Samen von diesen zu erhalten, um ihn unter die Bäume zu streuen, aber als ich die größeren Carabos gefangen und in Schachteln gesteckt habe, in der Meinung, von ihnen Samen zu erhalten, haben sie einander aufgefressen. Geht man zur Sommerzeit in dichte Wälder, wo Stämme und Stümpfe fast verfault herumliegen, und reißt man diese entzwei, so findet man eine Menge von größeren Carabis, die hier hausen und ihre Eier legen. Diese soll man behutsam und, so ganze Stücke man erhalten kann, nehmen, und sie in den Garten legen, nahe der Bäume, am liebsten auf die Nordseite, sodass das verfaulte Holz zur Hälfte in der Erde, zur Hälfte darüber zu liegen käme. Auf diese Art erhält man die Carabos in den Garten, die keinen Schaden den Pflanzen antun, aber jede Nacht auf die Bäume klettern und dort grausam mit den Raupen hantieren und sie dort in kurzer Zeit vertilgen. Das ist eines der vornehmsten Mittel, welches wo nicht im ersten Jahre, so doch im zweiten und dritten hilft; aber nach einigen Jahren soll es erneuert werden.“
Auf den französischen Wissenschaftler Réaumur geht der Export der Käferart zur Schädlingsbekämpfung nach Nordamerika zurück. Sein Vorschlag wurde in den Jahren 1905 bis 1910 verwirklicht. Etwa 6.000 Puppenräuber wurden von Europa nach Amerika gebracht, um gegen den Schwammspinner (Lymantria dispar) und den Goldafter (Euproctis chrysorrhoea) eingesetzt zu werden. Die zuvor weiter vermehrten Tiere haben sich in Nordamerika schnell ausgebreitet.

## Bedeutung des wissenschaftlichen Namens
Während Calosoma ein ästhetisches Urteil ausspricht (gr. καλός kalós „schön“, σώμα sōma „Körper“), war ein Sykophant (gr. συκοφάντης sykophántēs, latinisiert sycophanta) im alten Athen ein „strenger Aufpasser“ (im heutigen Griechisch allerdings „Verleumder“) – ähnlich wie der (lat.) inquisitor („Durchsucher“).